# Foni Jarrol

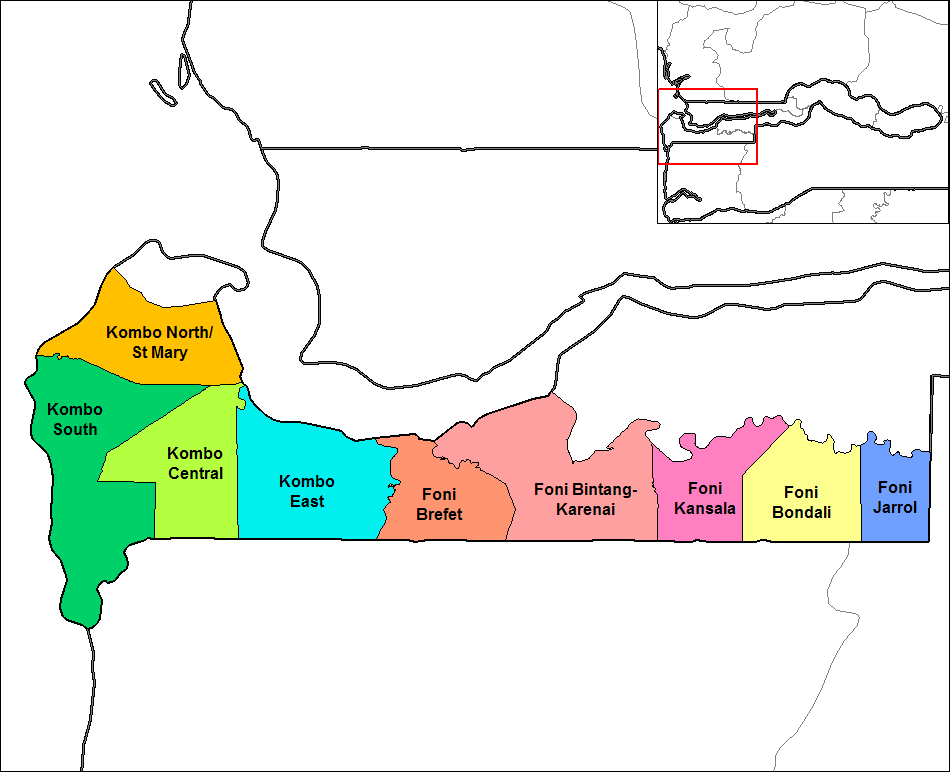
Mapa dos distritos da divisão ocidental da Gâmbia. Criado usando o MapInfo Professional v8.5 e vários recursos de mapeamento.

Foni Jarrol é um distrito da Gâmbia.